# Костюми (телесеріал, 2018)
Костюми, Позови або Форс-мажори (кор. 슈츠) — південнокорейський драматичний телесеріал що транслювався щосереди та щочетверга з 25 квітня по 18 червня 2018 року на телеканалі KBS2. Серіал є корейською адаптацією популярного американського серіалу «Форс-мажори».

## Сюжет
Ко Йон У має феномінальну пам'ять та мріє стати адвокатом, але отримати юридичну освіту йому не судилося. Батьки Йон У загинули коли він був підлітком і його виховувала бабця в якої не було коштів на дороге навчання, тож у вільний час він самотужки вивчав юриспруденцію. Останнім часом бабця занедужала, тож він змушений був братися за будь-яку роботу щоб заробити грошей на її лікування. Одного разу його друг Пак Чхоль Сун запросив Йон У до нічного клубу, де запропонував розважити багатія відповідаючи на складні питання що той поставить. Йон У з легкістю відповів на всі питання молодого багатія але мимоволі виставив того дурнем. Обурившись, багатій вирішив створити пастку для Йон У. За декілька днів, через Чхоль Суна, він запропонував Йон У за винагороду відвезти кейс до одного з готелів Сеула. Відчувши неладне Йон У спочатку відмовився, але оскільки на лікування хворої бабці потрібні були значні кошти змушений був погодитися. Наступного дня прийшовши до готелю він помітив, що на поверсі де знаходиться номер куди він повинен доставити кейс чатують перевдягнені поліцейські, зрозумівши що потрапив в пастку Йон У почав тікати.
Відомий адвокат юридичної фірми Кан і Хам Чхве Кан Сок, на одному з поверхів готелю проводив відбір кандидатів на роль свого помічника. Але всі претенденти здавалися йому «пустими», неспроможними нестандартно мислити та відповідати на складні питання. І ось майже в кінці відбору, на порозі з'являється захеканий молодик з кейсом, який одразу відповідає на каверзне питання Кан Сока. Але в самий непідходящій момент його кейс розкривається і звідти випадають пакунки марихуани. Зацікавившись, Кан Сок дає можливість юнаку розповісти про себе та пояснити ситуацію. Вислухавши історію Йон У, Кан Сок розуміє що перед ним неординарна людина яка потрапила в пастку. Незабаром на порозі з'являються поліцейські які повідомляють Кан Соку що переслідують можливого наркокур'єра. Приховавши коноплю, Кан Сок дає можливість Йон У проявити себе виплутавшись з ситуації як справжній юрист. Йон У блискуче вдається переконати поліцейських що вони помилилися і перед ними справжній молодий адвокат. Бачачи що юнак на пам'ять знає всі закони та правила, Кан Сок вирішує взяти його в свої помічники. Невдовзі Йон У вдається проявити себе на новій роботі. Але успіхи нового колеги подобаються далеко не всім в Кан і Хам.  Дехто, починає надто цікавитись, звідки ж узявся цей геній юриспруденції. Тож, чи довго вдасться Йон У приховувати правду про себе, покаже тільки час… 

## Акторський склад

### Головні ролі
- Чан Дон Гон[en] — у ролі Чхве Кан Сока[3]. Колишній прокурор який став адвокатом після того як його на одному зі слухань підставив старший колега. За 10 років він зумів побудувати блискучу кар'єру в одній з провідних юридичних фірм Кореї Кан і Хам, але неприємне минуле все одно час від часу нагадує про себе.
- Пак Хьон Сік[en] — у ролі Ко Йон У. Молодий чоловік який завдяки своїй феномінальній пам'яті став адвокатом в Кан і Хам.
- Чін Хі Кьон[en] — у ролі Кан Ха Йон. Директорка Кан і Хам. Надто цінує Кан Сока, тому в складних та суперечливих ситуаціях завжди бере його сторону та намагається допомогти.
- Чхе Чон А[en] — у ролі Хон Да Хам. Секретарка Кан Сока.
- Ко Сон Хі[en] — у ролі Кім Чі Ни[4]. Молода юрисконсульт в фірмі Кан і Хам.
- Чхве Гі Хва[ko] — у ролі Чхе Гин Сока. Адвокат що дуже заздрить успіхам Кан Сока та завжди намагається йому дошкулити. Після появи в Кан і Хам Йон У, почав шукати компромат і на нього.

### Другорядні ролі
- Кім Йон Хо[en] — у ролі Хам Гі Тхека.
- Лі Тхе Сон[en] — у ролі Со Кі Уна.
- Лі Сі Вон[en] — у ролі Кан Се Хі. Дівчина Пак Чхоль Суна та подруга Йон У.
- Чхве Ю Хва[en] — у ролі Че Ї[5]. Інформаторка Кан Сока.
- Є Су Чон[es] — у ролі Чо Йон Со. Хвора бабця Йон У.

### Спеціальна поява
- Лі Сан Ї[ko] — у ролі Пак Чхоль Суна. Друг Йон У що працює менеджером у нічному клубі (1 та 2 серії).
- Кім Чон Гу — у ролі Пак Мьон Хвана. Голова великої компанії що має сина траблмейкера (1 та 2 серії).
- Лі Ї Кьон[en] — у ролі Пак Чжун Пьо. Непутящій син Мьон Хвана. Наркоман. Позаздривши таланту Йон У вирішив його підставити, але потрапив в пастку сам (1 та 2 серії).
- Пек Сан Хі — у ролі Пек Ин Йон. Молода жінка, жертва сексуального харасмента з боку керівництва компанії де працювала (2 та 3 серії).
- Кім Чон Пхаль — у ролі Ю Чхан Чжун. Голова великої компанії який полюбляє харасмент (2 та 3 серія).
- Хван Тхе Кван — у ролі адвоката Хвана. Адвокат Ю Чхан Чжуна (2 та 3 серії).
- Bewhy — камео. Відомий репер (3 та 4 сірії).
- Квон Хьок — у ролі Нам Мьон Хака. Директор авіакомпанії Со Чжо (3 та 4 серії).
- Чон Є Йон — у ролі Сон Ю Чжін. Президент авіакомпанії Со Чжо, дружина директора Нама (3 та 4 серії).
- Чан Сін Йон[en] — у ролі На Чу Хі. Адвокат, колишня дівчина Кан Сока (3 та 4 сірії).
- Сон Сук — у ролі мадам Пе. Власниця великої фірми що виробляє перцову пасту за традиційними рецептами (4 серія).
- Сон Сук Ку[en] — у ролі Девіда Кім. Американський адвокат який полюбляє брудні методи боротьби (5 та 6 серії).
- Нам Мун Чхоль — у ролі Кім Хьон Бома. Колишній чоловік Кан Ха Йон. Голова фармацевтичної компанії Юмі (5 та 6 серії).
- Чон Но Мін[en] — у ролі О Бьон Ука. Корумпований прокурор. Колишній наставник Кан Сока який підставив його на суді знищивши ключові докази в справі (7 та 8 серії).
- Кім Рі На — у ролі прокурора Ан. Прокурор що займається справою О Бьон Ука.
- Нам Кі Е[es] — у ролі Сім Йон Чжу. Голова компанії Намйон (7 та 8 серії).
- Кім Хак Сон — у ролі Пан Чо Сона. Головний бухгалтер компанії Намйон якого звинувачують в підробці диплома про освіту (7 та 8 серії).
- Чан Ін Соп[en] — у ролі Чан Сок Хьона. Чоловік який несправедливо провів у в'язниці 12 років за вбивство своєї подруги Кім Мін Чжу якого не скоював (9 та 10 серії).
- Пак Сін У — у ролі Хан Сон Тхе. Справжній вбивця Мін Чжу який разом з приятелем оговорив Сок Хьона (9 та 10 серії).
- Лі Чон Хьок[en] — у ролі Кім Чін Гю. Приятель Сон Тхе, який став свідком вбивства Мін Чжу (9 та 10 серії).
- Чон Ду Кьом — у ролі судді.
- Чан Ю Сан[en] — у ролі Пак Чжун Кю. Юнак який на автівці насмерть сбив емігранта з Китаю (9 та 10 серії).

## Рейтинги
- Найнижчі рейтинги позначені синім кольором, а найвищі — червоним кольором.

| Серія            | Прем'єра         | Назва серії | Рейтинг        | Рейтинг      | Рейтинг        | Рейтинг     |
| Серія            | Прем'єра         | Назва серії | TNmS Ratings   | TNmS Ratings | AGB Nielsen    | AGB Nielsen |
| Серія            | Прем'єра         | Назва серії | По всій країні | Сеул         | По всій країні | Сеул        |
| ---------------- | ---------------- | --- | -------------- | ------------ | -------------- | ----------- |
| 1                | 25 квітня 2018   | Доля визначається вибором, який ви робите а не випадковістю                                                                 | 8,2 %          | 8,7 %        | 7,4%           | 7,5 %       |
| 2                | 26 квітня 2018   | Якщо в тебе є можливість кинути гральну кісточку, зроби це. Як тільки ти її кинеш, ти просунешся принаймні на один квадрат. | 7,7 %          | 8,1 %        | 7,4%           | 7 %         |
| 3                | 2 травня 2018    | У правди завжди є темний бік. Тому…                                                                                         | 8 %            | 8,5 %        | 9,7 %          | 10,6 %      |
| 4                | 3 травня 2018    | …Тому, правда не завжди перемагає, лише тому що розкриває карти                                                             | 8,4 %          | 8,9 %        | 9,7 %          | 10,2 %      |
| 5                | 9 травня 2018    | Щоб зловити гієну, вам потрібно використовувати в якості приманки гниле м'ясо.                                              | 7,8 %          | 8,2 %        | 8,9 %          | 9,1 %       |
| 6                | 10 травня 2018   | Вони п'ють одну воду, але корови дають молоко, тоді як змії виробляють отруту                                               | 6,5%           | 6,8%         | 7,9 %          | 7,7 %       |
| 7                | 16 травня 2018   | Чи дійсно потрібні піхви для ножа під назвою справедливість                                                                 | 7,8 %          | 8,1 %        | 8,8 %          | 8,7 %       |
| 8                | 17 травня 2018   | Справедливість повертає кожному те на що він по праву заслуговує                                                            | 6,8 %          | 7,2 %        | 7,4%           | 7,1 %       |
| 9                | 23 травня 2018   | Ти не можеш повернутися в минуле і почати спочатку, але можеш прагнути нового кінця починаючи з цього моменту.              | 10,3%          | 10,7%        | 9,9 %          | 9,5 %       |
| 10               | 24 травня 2018   | Ти можеш довести свою значущість показав те чим готовий ризикнути                                                           | 10,3%          | 10,5 %       | 9,6 %          | 9,2 %       |
| 11               | 30 травня 2018   | Якщо ти вирішив проковтнути демона то доведеться проковтнути і його роги                                                    | 8,8 %          | 9,1 %        | 8,8 %          | 8,5 %       |
| 12               | 31 травня 2018   | Якщо сліпо вірити в свої ідеали то реальність може зіграти з тобою злий жарт                                                | 8,7 %          | 8,9 %        | 9,8 %          | 9,7 %       |
| 13               | 6 червня 2018    | В ту мить коли ти злетиш на крилах з назвою брехня, приземлитися вже буде неможливо                                         | 8,7 %          | 9 %          | 8,4 %          | 8,8 %       |
| 14               | 7 червня 2018    | Найкращий спосіб зберегти таємницю - це… не розповідати її нікому.                                                          | 9,6 %          | 10,1 %       | 9,2 %          | 9,7 %       |
| 15               | 13 червня 2018   | Коли збився зі шляху, озирнись на відстань яку ти вже пройшов.                                                              | 9,1 %          | 9,4 %        | 9,1 %          | 9,5 %       |
| 16               | 14 червня 2018   | Життя не підкаже тобі… яке твоє призначення.                                                                                | 10 %           | 10,6 %       | 10,7%          | 11,3%       |
| Середній рейтинг | Середній рейтинг | | 8,5%           | 8,8%         | 8,9%           | 9,1%        |

## Нагороди
| Рік  | Нагорода                      | Категорія                                    | Отримувач    | Результат | Прим. |
| ---- | ----------------------------- | -------------------------------------------- | ------------ | --------- | ----- |
| 2018 | 11-та Премія корейської драми | Нагорода за майстерність (акторки)           | Чхе Чон А    | Перемога  | [ 7 ] |
| 2018 | 32-га Премія KBS драма        | Нагорода за майстерність (актор мінісеріалу) | Чан Дон Гон  | Перемога  | [ 8 ] |
| 2018 | 32-га Премія KBS драма        | Netizen нагорода                             | Пак Хьон Сік | Перемога  | [ 8 ] |